# USS Memphis (CL-13)
USS Memphis (CL-13) là một tàu tuần dương hạng nhẹ thuộc lớp Omaha của Hải quân Hoa Kỳ được đưa ra hoạt động ngay sau Chiến tranh Thế giới thứ nhất. Nó đã tiếp tục phục vụ trong Chiến tranh Thế giới thứ hai cho đến khi ngừng hoạt động vào năm 1945 và bị tháo dỡ năm 1946.

## Thiết kế và chế tạo
Là chiếc tàu chiến thứ tư của Hải quân Mỹ được đặt tên theo thành phố Memphis thuộc tiểu bang Tennessee, Memphis được đặt lườn vào ngày 14 tháng 10 năm 1920 tại Philadelphia, Pennsylvania bởi hãng William Cramp & Sons. Nó được hạ thủy vào ngày 17 tháng 4 năm 1924; được đỡ đầu bởi cô Elizabeth R. Paine, con gái ngài Thị trưởng thành phố Memphis Rowlett Paine; và được đưa ra hoạt động tại Xưởng hải quân Philadelphia vào ngày 4 tháng 2 năm 1925 dưới quyền chỉ huy của Thuyền trưởng, Đại tá Hải quân Henry E. Lackey.

## Lịch sử hoạt động

### Những năm giữa hai cuộc thế chiến
Vào cuối tháng 2 năm 1925, Memphis lên đường cho chuyến đi chạy thử máy tại vùng biển Caribbe. Vào ngày 13 tháng 4, chiếc tàu tuần dương tham gia lễ khánh thành đài tưởng niệm Thiếu tướng Hải quân Oliver Hazard Perry tại Port-of-Spain, Trinidad. Sáu năm sau khi Perry đánh bại lực lượng Anh tại hồ Erie vào ngày 10 tháng 9 năm 1813, vị đô đốc qua đời trên chiếc tàu frigate John Adams tại Port–of–Spain, và ông được chôn cất tại đây cho đến khi di hài được chuyển về Newport, Rhodes Island bảy năm sau đó. Vào tháng 6, Memphis tham gia cùng hạm đội tuần tiễu ngoài khơi Honolulu, Hawaii cho một chuyến đi đến Nam Thái Bình Dương vào tháng 9, viếng thăm Australia và New Zealand. Từ tháng 10 năm 1925 đến tháng 4 năm 1926, nó hoạt động tại khu vực Tây Ấn trước khi quay trở về cảng nhà tại New York.
Sau đó Memphis lên đường đi Châu Âu, đi đến ngoài khơi St. Nazaire, Pháp vào ngày 26 tháng 6, và thay phiên cho tàu tuần dương Pittsburgh trong vai trò soái hạm Tư lệnh Lực lượng Hải quân Hoa Kỳ tại châu Âu vào ngày 4 tháng 7. Nó đã hoạt động tại các vùng biển châu Âu cho đến năm 1927. Trong chuyến ghé thăm Santander, Tây Ban Nha từ ngày 31 tháng 7 đến ngày 31 tháng 8 năm 1926, con tàu được Vua Alfonso XIII viếng thăm.
Vào ngày 3 tháng 6 năm 1927, Memphis đón lên tàu Đại úy Charles A. Lindbergh và máy bay của ông tại Southampton, Anh Quốc, sau chuyến bay lịch sử không ngừng nghỉ của ông từ New York đến Paris. Ngày hôm sau, chiếc tàu tuần dương rời Cherbourg, Pháp, về đến Washington, D.C. vào ngày 11 tháng 6 để tiển lên bờ vị hành khách nổi tiếng tại Xưởng hải quân Washington. Trong thời gian còn lại của năm, nó thực hiện nhiệm vụ khảo sát dọc theo bờ biển Đại Tây Dương. Vào tháng 1 năm 1928, Memphis nằm trong thành phần hộ tống cho Tổng thống Calvin Coolidge trong một chuyến đi đến khu vực Tây Ấn. Sau bốn tháng hoạt động tại khu vực Caribbe, chiếc tàu tuần dương chuyển sang phục vụ tại khu vực Đông Thái Bình Dương.
Vào ngày 5 tháng 6 năm 1928, chiếc tàu tuần dương đi đến Balboa, Panama để hoạt động ngoài khơi khu vực Trung Mỹ cho đến tháng 5 năm 1933. Memphis đã phục vụ trong vai trò gìn giữ hòa bình tại Corinto, Nicaragua trong lễ nhậm chức của Tổng thống Juan Bautista Sacasa vào năm 1932. Trong năm năm tiếp theo, nó luân phiên các hoạt động dọc theo bờ Tây Hoa Kỳ với các chuyến tuần tra đến khu vực nhiều biến động của Tây Ấn. Sau một chuyến viếng thăm hữu nghị đến Australia vào tháng 1 năm 1938, Memphis đi đến Honolulu vào ngày 1 tháng 4 để hoạt động cùng hạm đội cho đến khi nó tham gia cuộc Duyệt binh Hạm đội Tổng thống ngoài khơi San Francisco vào ngày 12 tháng 7 năm 1939. Đến tháng 8, nó lên đường đi Alaska, hoạt động tại đây cho đến đầu năm 1941.

### Chiến tranh Thế giới thứ hai
Vào lúc Hoa Kỳ sắp tham gia Chiến tranh Thế giới thứ hai, Memphis trên đường đi sang khu vực bờ Đông. Nó rời Newport vào ngày 24 tháng 4 năm 1941 để tham gia việc tuần tra trung lập tại khu vực tam giác đại dương Trinidad–mũi San Roque–quần đảo Verde, đi đến Recife, Brasil vào ngày 10 tháng 5; nó tiếp tục ở lại hoạt động tại Nam Đại Tây Dương trong hầu hết cuộc chiến tranh. Vào tháng 3 năm 1942, nó hộ tống đoàn tàu vận tải của Lục quân gồm hai tàu chuyển lực lượng đến quần đảo Ascension, nơi Trung đoàn Công binh 38 được cho đổ quân để xây dựng một sân bay như là trạm dừng cho máy bay từ Hoa Kỳ bay đến Châu Phi. Vào tháng 5, nó tuần tra gần các lối ra vào của cảng Fort-de-France, Martinique.
Vào tháng 1 năm 1943, chiếc tàu tuần dương treo cờ hiệu của Tổng thống Franklin D. Roosevelt ở ngoài khơi Bathurst, Gambia trong quá trình Hội nghị Casablanca vào các ngày 14-24 tháng 1. Tổng thống đã cùng với Thủ tướng Anh Quốc Winston Churchill phác thảo kế hoạch cho việc chiếm đóng Sicilia và Ý. Từ tháng 2 đến tháng 9, Memphis lại đảm trách nhiệm vụ tuần tra chống tàu vượt phong tỏa, chủ yếu là ngoài khơi Bahia và Recife thuộc Brazil.
Các tổng thống Juan José de Amézaga của Uruguay và Getulio Vargas của Brazil đã viếng thăm con tàu vào tháng 1 năm 1944 khi hai nước này có những hỗ trợ quý báu trong việc ngăn chặn "Khe hở Đại Tây Dương". Trong năm tiếp theo, Memphis lên đường đi châu Âu, viếng thăm Naples thuộc Ý vào ngày 16 tháng 1 năm 1945. Vào ngày 27 tháng 1, trong vai trò soái hạm của Đô đốc Harold R. Stark, Tư lệnh Lực lượng Hải quân Hoa Kỳ tại châu Âu, nó lên đường đi Valletta, Malta, địa điểm diễn ra cuộc hội nghị sơ bộ Đồng Minh chuẩn bị cho cuộc Hội nghị Yalta vào tháng 2. Trước cuối tháng 1, chiếc tàu tuần dương đón hai vị khách quan trọng: Thủy sư Đô đốc Ernest J. King và Thống tướng George C. Marshall.
Ngày 18 tháng 2, Memphis đi đến Algiers nơi Tổng thống Roosevelt có cuộc hội đàm Đồng Minh cuối cùng trước khi quay trở về Hoa Kỳ. Trong tám tháng tiếp theo, nó tiếp tục đón tiếp những nhà lãnh đạo hàng đầu. Nó tham gia lễ hội kỷ niệm một năm ngày Đồng Minh đổ bộ xuống St. Raphael và St. Tropez thuộc miền Nam nước Pháp vào ngày 15 tháng 8, và lễ hội Ngày Hải quân tại Naples, Ý vào ngày 27 tháng 10. Vào cuối tháng 11, Memphis rời Tangier đi Philadelphia, Pennsylvania, nơi nó được cho ngừng hoạt động vào ngày 17 tháng 12. Nó được cho rút khỏi danh sách Đăng bạ Hải quân vào ngày 8 tháng 1 năm 1946; rồi được bán cho hãng Patapsco Scrap Co., tại Bethlehem, Pennsylvania vào ngày 18 tháng 12 để tháo dỡ; công việc tháo dỡ được bắt đầu vào ngày 10 tháng 1 năm 1947.

## Phần thưởng[1][2]
|             |  |  |
| Bronze star |  |  |

| Huân chương Chiến dịch Nicaragua thứ hai                      |                               |                                      |
| Huân chương Phục vụ Phòng vệ Hoa Kỳ với 1 Ngôi sao Chiến trận | Huân chương Chiến dịch Hoa Kỳ | Huân chương Chiến thắng Thế Chiến II |